# Автошлях Т 2418
Автошля́х Т 2418 — територіальний автомобільний шлях у Черкаській області. Проходить територією Черкаського району від перетину з Н16 через Смілу до перетину з Н01. Загальна довжина — 2,1 км.

## Маршрут
Автошлях проходить через такі населені пункти:
| Автошлях Т 2418   |           |
| Черкаська область |           |
| Черкаський район  |           |
|                   | Н16       |
| Сміла             |           |
|                   | Н01Т 2414 |